# Syringogaster rufa
Syringogaster rufa är en tvåvingeart som beskrevs av Cresson 1912. Syringogaster rufa ingår i släktet Syringogaster och familjen Syringogastridae. Inga underarter finns listade i Catalogue of Life.